# سكوت مايكل بينيت
سكوت مايكل بينيت (بالإنجليزية: Scott M. Bennett)‏ هو محامي أمريكي، ولد في 1977 في غيبسون سيتي في الولايات المتحدة.

## وصلات خارجية
- الموقع الرسمي